# Тшциниця (Кемпінський повіт)
Тшциниця (пол. Trzcinica, нім. Strenze) — село в Польщі, у гміні Тшциниця Кемпінського повіту Великопольського воєводства.
Населення — 1281 особа (2011).
У 1975-1998 роках село належало до Каліського воєводства.

## Демографія
Демографічна структура станом на 31 березня 2011 року:
|          | Загалом | Допрацездатний вік | Працездатний вік | Постпрацездатний вік |
| -------- | ------- | ------------------ | ---------------- | -------------------- |
| Чоловіки | 626     | 145                | 432              | 49                   |
| Жінки    | 655     | 146                | 398              | 111                  |
| Разом    | 1281    | 291                | 830              | 160                  |